# Deutsch-Italienisches Bildungs- und Kulturinstitut
Das Deutsch-Italienische Bildungs- und Kulturinstitut (DIBK) wurde 2006 in Tholey im Saarland gegründet. Anfangs kümmerte sich das DIBK vor allem um die Integration von Zuwanderern aus Italien und anderen Ausländern im Saarland, inzwischen ist das DIBK europaweit aktiv. Giacomo Santalucia, der Gründer und langjährige Präsident des DIBK wurde dafür 2018 mit dem Bundesverdienstkreuz ausgezeichnet.

## Aktivitäten des DIBK (Auswahl)
Im Jahr 2008 fand unter der Schirmherrschaft der Minister Jürgen Schreier und Annegret Kramp-Karrenbauer an allen saarländischen Schulen ein vom DIBK initiierter Friedenstag statt. Dieter Thomas Heck wirkte dabei auch mit. In Zusammenarbeit mit der Unionstiftung veranstaltete das DIBK außerdem eine Seminarreihe mit Podiumsdiskussion zum Thema „Doppelte Staatsbürgerschaft“. 2008 reiste eine Delegation des DIBK auch nach Rom, wo der Papst sie empfing und das rote Buch der Friedensreise segnete. Mit Unterstützung der damaligen Umweltministerin Simone Peter wurde der Europawald der Gerechtigkeit in Eppelborn gegründet.
Ein Jahr später setzte sich das DIBK mit Erfolg dafür ein, dass das Italienische Konsulat in Saarbrücken nicht geschlossen wurde. Als im April 2009 in L’Aquila die Erde bebte, organisierte das DIBK einen Hilfskonvoi mit insgesamt 10 LKWs in die Krisenregion.
Das DIBK wirkte 2010 auch aktiv beim Integrationskongress in Saarbrücken mit, der von Peter Müller, Annegret Kramp-Karrenbauer und Ursula von der Leyen veranstaltet wurde.
Im Jahr 2011 war das DIBK an der Organisation des ersten Interkulturellen Ausbildungstags in den Räumen der IHK Saarland in Saarbrücken beteiligt. 2012 wurde die Veranstaltung auf Rheinland-Pfalz ausgedehnt und findet jetzt jährlich statt.
Ein Jahr später organisierte das DIBK mehrere neue Städtepartnerschaften zwischen Orten im Saarland und in Italien.
Das DIBK initiierte 2015 die Werner-Zimmer-Friedenskette, die an den verstorbenen Fernsehmoderator Werner Zimmer erinnert. Daran wirkten unter anderen Malu Dreyer, Annegret Kramp-Karrenbauer, Heiko Maas, Hermann Gröhe und Reiner Calmund mit. Zu Weihnachten arbeitete Reiner Calmund mit dem DIBK bei einer Geschenkaktion für Kinder aus armen Familien zusammen.
In den Folgejahren wuchs die Werner-Zimmer-Friedenskette auf eine Länge von über zwei Kilometern an, nachdem sich alle saarländischen Fußballvereine daran beteiligt hatten. Die Werner-Zimmer-Friedenskette ist inzwischen über 5 Kilometer lang geworden.
Im Jahr 2021 startete das Projekt einer weltweiten Baumfriedenskette, die vom DIBK gemeinsam mit der Voice Aid Association aufgebaut wird.

## Kooperationspartner (Auswahl)
Saarland, Saartoto AOK, Ursapharm, prowin, Schott AG und Speisekarte24.de.